# Боасјер (Мајен)
Боасјер (фр. Boissière) насеље је и општина у западној Француској у региону Лоара, у департману Мајен која припада префектури Шато Гонтје.
По подацима из 2011. године у општини је живело 130 становника, а густина насељености је износила 20,57 становника/km². Општина се простире на површини од 6,32 km². Налази се на средњој надморској висини од 70 метара (максималној 98 m, а минималној 34 m).

## Демографија
| 1962. | 1968. | 1975. | 1982. | 1990. | 1999. | 2011. |
| ----- | ----- | ----- | ----- | ----- | ----- | ----- |
| 160   | 175   | 158   | 131   | 152   | 111   | 130   |

График промене броја становника у току последњих година